# Hjärtat (film)
Hjärtat är en svensk långfilm med Martin Sandberg som son till familjen från 1987 som behandlade dödsbegreppet hjärtdöd i förhållande till hjärndöd. Vid en trafikolycka drabbas modern, spelad av Marika Lagercrantz, av hjärndöd och hennes make, spelad av Thommy Berggren, tvingas ta ställning till om livsuppehållande åtgärder ska avbrytas och hennes hjärta doneras. Regi Jon Lindström.